# Cristian Rodríguez
Cristian Gabriel Rodríguez Barotti, mais conhecido como Cristian Rodríguez (Juan Lacaze, 30 de setembro de 1985), é um ex-futebolista uruguaio que atuava como meia ou ala. 
Rodríguez atuou em várias posições. Ele foi um futebolista mais ofensivo do que defensivo, tendo jogado mais recuado em algumas situações.
Com 19 títulos conquistados no Uruguai, foi o jogador mais vitorioso do futebol uruguaio.

## Carreira

### Penarol e PSG
Cristian Rodríguez iniciou sua carreira em 2002, no Peñarol. Conquistou o título do Campeonato Uruguaio de 2003 e após destacar-se no time, foi vendido ao Paris Saint-Germain, em 2005. Pelo PSG, venceu a Copa da França de 2005–06.

### Benfica/Futebol Clube do Porto
Depois, o jogador foi emprestado ao Benfica na temporada 2007–08, onde apresentou um bom futebol. Em junho de 2008, apesar do interesse do clube em renovar o vínculo com o jogador, não houve acordo entre as partes. Alguns dias depois foi contratado pelo FC Porto por 7 milhões de euros por quatro épocas. Com o Porto, ele conquistou dez títulos.

### Atlético de Madrid
Em maio de 2012, assinou um contrato de quatro anos com o Atlético de Madrid, numa transferência livre.

### Parma
Em janeiro de 2015 foi emprestado ao Parma até o fim da temporada europeia. Porém, após apenas seis partidas e salários atrasados do elenco, rescindiu seu vínculo com o Parma.

### Grêmio
Transferiu-se em seguida, também por empréstimo, ao Grêmio por quatro meses. Estreou pela equipe em 14 de março contra o Cruzeiro pelo Campeonato Gaúcho de 2015. Entretanto, após apenas duas partidas e lesionado seguidamente, decidiu rescindir seu contrato no início de maio.

### Independiente
Em 24 de julho de 2015 foi anunciado como reforço do Independiente.  Recebido com grande expectativa, não conseguiu corresponder, se tornando alvo de críticas de torcedores pelo alto salário e seguidas lesões, foram oito musculares em pouco mais de um ano. Após constantes lesões, a diretoria do clube argentino, dispensou Cebolla em dezembro/16.

### Volta ao Peñarol
Em 20 de janeiro de 2017, foi anunciado como reforço do Peñarol. Em 18 de janeiro de 2023, anunciou a sua aposentadoria do futebol.

## Seleção Uruguaia
Estreou pela Seleção Uruguaia principal em 15 de outubro de 2003 em partida amistosa ante ao México. Desde então participou das Copas Américas de 2004, 2007, 2011 – edição em que o Uruguai venceu a competição, e 2015, Copa das Confederações de 2013, Copa do Mundo FIFA de 2014 e Copa do Mundo FIFA de 2018. Chegou a ser convocado mas foi cortado dias antes da Copa América Centenário por lesão, sendo substituído por Diego Laxalt.

## Títulos
Peñarol
- Campeonato Uruguaio (3): 2003, 2017 e 2018
- Supercopa Uruguaya (1): 2018

Paris Saint-Germain
- Copa da França (1): 2005–06

Porto
- Campeonato Português (3): 2008–09, 2010–11 e 2011–12
- Taça de Portugal (3): 2008–09, 2009–10 e 2010–11
- Supertaça de Portugal (3): 2008–09, 2009–10 e 2010–11
- Liga Europa da UEFA (1): 2010–11

Atlético de Madrid
- Supercopa da UEFA (1): 2012
- Copa do Rei (1): 2012–13
- Campeonato Espanhol (1): 2013–14
- Supercopa da Espanha (1): 2014

Seleção Uruguaia
- Copa América (1): 2011